# Afonso III do Congo
Afonso III foi o manicongo do Reino do Congo por alguns dias em 1673.  

## Biografia
Foi filho de D. Suzana da Nóbrega, filha do rei D. Álvaro II e descendente de Nímia Luqueni. Afonso subiu ao trono em Quibango, uma das regiões fragmentadas do Reino do Congo em 1669 após a morte do irmão D. Afonso II. Em 1673, liderou um exercito a São Salvador para depor o rei D. Rafael e se proclamando "rei do Congo" por alguns dias. Foi morto após uma investida de D. Daniel, que se proclamou rei após a morte de D. Afonso. Ele foi sucedido por sua cunhada D. Ana Afonso de Leão. 